# Kim Chaek
Kim Chaek (en hangul: 김책; en hanja: 金策; Sŏngjin, 14 d'agost de 1903 – 31 de gener de 1951) va ser un activista de la resistència, general i polític nord-coreà. El seu nom real era Kim Hong-gye(김홍계, 金洪啓).

## Biografia

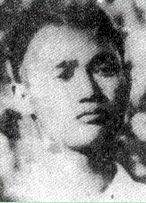
Kim Chaek (dècada de 1920)

Nascut a Sŏngjin, actualment Kimch'aek, de jove Kim ja es va unir als guerrillers que combatien la ocupació japonesa del país, abans del 1927. Posteriorment, lluitaria conjuntament amb Kim Il-sung a Manxúria. El 1932 es va unir a l'Exèrcit Unit Antijaponès del Nord-est per combatre l'Imperi japonès i aconseguir l'alliberament de Corea. El 1940, no obstant, va fugir a la Unió Soviètica per escapar de les conquestes japoneses. Va viure a Khabàrovsk, on es va trobar amb Kim Il-Sung, amb qui va formar la 88a Brigada Especial. Va tornar a Corea juntament amb l'exèrcit soviètic. Va ser nomenat vicepresident segon del Comitè del Partit del Treball de Corea. Kim Chaek es va convertir en ministre d'indústria i primer ministre sota la presidència de Kim Il-Sung el 1948. Durant la Guerra de Corea, va ser comandant en cap de les tropes nord-coreanes a la línia del front.
Kim va ser purgat quan va ser trobat responsable del desastre del desembarcament d'Inchon. Va morir el gener de 1951 després d'un atac aeri estatunidenc. Alguns acadèmics, no obstant, creuen que la seva mort va ser un assassinat després d'una lluita pel poder, i vausada per enverinament mitjançant gas, no pas com a conseqüència d'un bombardeig enemic.

## Honors pòstums

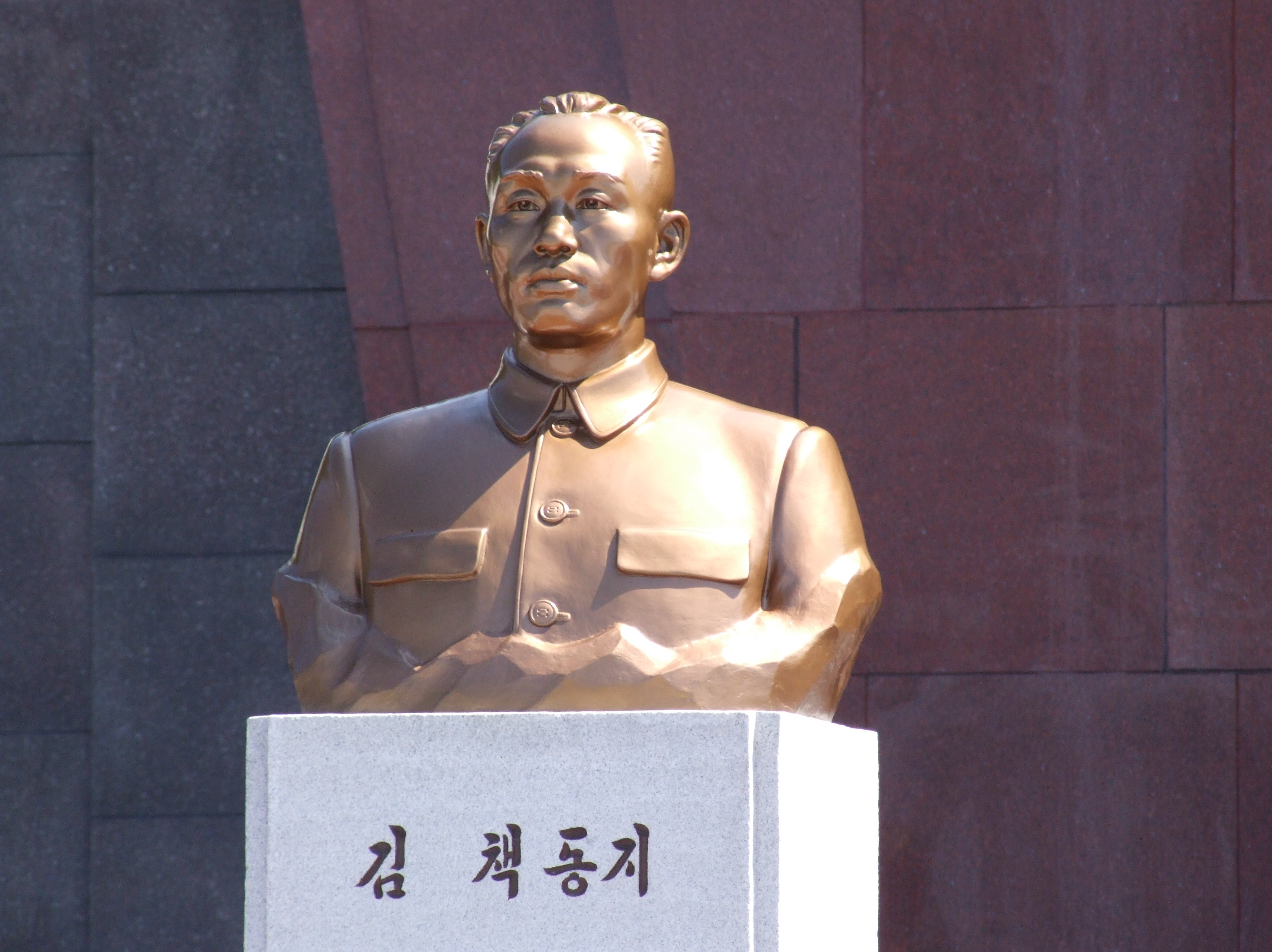
Bust al Cementiri dels Màrtirs Revolucionaris

Després de la seva mort, el comtat de Haksong, on havia nascut, juntament amb la ciutat veïna de Sŏngjin, van passar a dir-se formalment ciutat de Kim Chaek, per commemorar la seva vida i els seus èxits. La Universitat de Tecnologia Kim Chaek, el Complex de Ferro i Acer Kim Chaek i l'Estadi del Poble Kim Chaek també van ser batejats en el seu honor.
Va rebre, pòstumament, el Premi de la Reunificació Nacional, el 1998.

## Obres
- "Cançó del General Kim Il-sung" 《김일성장군의 노래》
- Poema èpic "Mt. Paektu" 《장편 대서사시 백두산》